# United Nations Forum on Forests
United Nations Forum on Forests (UNFF) är FN:s forum för skogsfrågor med syftet att verka för ett hållbart brukande i världens skogar. Skogsforumet har ingått partnerskap med 14 internationella organisationer, t.ex. FAO och Världsbanken, för att få en samordning av projekt för hållbart skogsbruk. United Nations Forum on Forests skapades som en utlöpare av FN:s miljö- och utvecklingskonferens i Rio de Janeiro 1992.